# Leptobrachium mangyanorum
Espèce
Leptobrachium mangyanorum est une espèce d'amphibiens de la famille des Megophryidae.

## Répartition
Cette espèce est endémique de Mindoro aux Philippines.

## Étymologie
Cette espèce est nommée en l'honneur des Mangyans, groupe de neuf indigènes vivant à Mindoro.

## Publication originale
- Brown, Siler, Diesmos & Alcala, 2010 : Philippine Frogs of the Genus Leptobrachium (Anura; Megophryidae): Phylogeny-based Species Delimitation, Taxonomic Review, and Descriptions of Three New Species. Herpetological Monographs, vol. 23, no 1, p. 1-44.